# Formicoxenus provancheri
Formicoxenus provancheri Emery, 1895, è una specie di formica della sottofamiglia Myrmicinae. Si trova in Canada e Stati Uniti.